# Oliveira do Hospital
Oliveira do Hospital község Portugália középső részén, Coimbra kerületben. Területe 234,52 négyzetkilométer. Oliveira do Hospital lakossága 20 855 fő volt a 2011-es adatok alapján. A községben a népsűrűség 89 fő/ négyzetkilométer. A község 500 méteres tengerszint feletti magasságban fekszik.

## Történelem
Oliveira do Hospital már az ókorban is lakott település volt, ahol római települések húzódtak. Vizigót emlékek és gótikus kúriák, valamint kisebb falvak épültek itt. A területen neolitikus és a bronzkorból származó temetkezési helyet is feltártak a történészek. A Szent Kereszt templom és a Ferreiros kápolna római gótikus stílusban épültek a tizenharmadik században. São Gião temploma barokk stílusban épült a 18. században.

## Elhelyezkedése
Oliveira do Hospital Coimbra kerület északi részén helyezkedik el, a Serra da Estrela hegység lábánál, az Alva és az Avoco folyók völgyében. Közigazgatásilag a község 16 települést (freguesias) foglal magába, melyek a következők:
Sablon:Div col
- Aldeia das Dez
- Alvoco das Várzeas
- Avô
- Bobadela
- Ervedal e Vila Franca da Beira
- Lagares
- Lagos da Beira e Lajeosa
- Lourosa
- Meruge
- Nogueira do Cravo
- Oliveira do Hospital e São Paio de Gramaços
- Penalva de Alva e São Sebastião da Feira
- Santa Ovaia e Vila Pouca da Beira
- São Gião
- Seixo da Beira
- Travanca de Lagos

Sablon:Div col end

## Gazdaság
Termékeny talaja kedvez e vidék mezőgazdaságának, amely a legfőbb gazdasági ág. Legfontosabb termékei a sajtok és a borok. Az üzleti szférában az édesipar, szerszámgyártás, a csomagolóipar és a játékgyártás szerepel. A helyi turizmus alapjául a helyi nevezetességek, természeti szépségek, a vidék konyhaművészete és a kézművesség szolgál.

## Híres személyek
- Brás Garcia de Mascarenhas, katona, író és költő.
- Dulce Pássaro, környezetvédelmi miniszter.
- Carlos Martins, profi labdarúgó.
- André Salgado, futóversenyző.

## Fordítás
- Ez a szócikk részben vagy egészben  az   Oliveira do Hospital című angol Wikipédia-szócikk ezen változatának fordításán alapul.  Az eredeti cikk szerkesztőit annak laptörténete sorolja fel. Ez a jelzés csupán a megfogalmazás eredetét és a szerzői jogokat jelzi, nem szolgál a cikkben szereplő információk forrásmegjelöléseként.